# Trung Quốc + 1
Trung Quốc + 1 (tiếng Anh: China Plus One, viết tắt: Plus One hoặc C+1) là một chiến lược kinh doanh nhằm tránh việc đầu tư duy nhất vào Trung Quốc và đa dạng hóa kinh doanh sang các quốc gia khác, hoặc chuyển hướng đầu tư sản xuất tại các nền kinh tế đang phát triển có triển vọng khác như Ấn Độ, Thái Lan, Thổ Nhĩ Kỳ, hoặc Việt Nam. Từ những năm 2000, các công ty phương Tây đã chủ yếu tập trung đầu tư vào Trung Quốc do bị thu hút từ các yếu tố như chi phí sản xuất thấp và thị trường tiêu dùng nội địa rộng lớn. Xuất phát từ tình trạng tập trung quá mức lợi ích kinh doanh tại Trung Quốc, chiến lược Trung Quốc + 1 được thực hiện vì lý do chi phí, sự an toàn hoặc tìm kiếm sự ổn định lâu dài cho các doanh nghiệp. Nó cũng được mô tả như một "hiện tượng cấp vĩ mô".

## Bối cảnh
Chi phí kinh doanh ngày càng tăng ở Trung Quốc đã làm gia tăng chi phí vận hành, đặc biệt là đối với các nhà máy sản xuất. Những lợi thế ban đầu mà Trung Quốc có như lao động rẻ và nhu cầu thị trường cao đã ngày càng bị lu mờ trước những lợi thế mà các quốc gia ASEAN mang lại. Những lợi ích này bao gồm việc kiểm soát chi phí khi lao động ở các quốc gia Đông Nam Á thường rẻ hơn so với các lao động ở Trung Quốc, đa dạng hóa rủi ro và tiếp cận thị trường mới tại các nền kinh tế này. Ngoài ra, các rủi ro về sự thay đổi của xã hội và chính trị của ảnh hưởng đến việc dịch chuyển của các nhà đầu tư ở Trung Quốc.
Nhiều tập đoàn đa quốc gia đã tìm đến những đất nước có nền chính trị ổn định như Ấn Độ, Việt Nam, Indonesia, Malaysia, Thái Lan, Philippines và Bangladesh. Các quốc gia như Nhật Bản và Hoa Kỳ cũng là một phần của hiện tượng này, khi chiến lược đã bắt đầu hình thành trong các doanh nghiệp ở chính các nước này từ sớm những năm 2008. Tuy nhiên, chiến lược Trung Quốc + 1 cũng có những khó khăn riêng, bao gồm việc điều chỉnh theo luật pháp theo nước sở tại, thâm nhập thị trường mới và tinh gọn hoạt động kinh doanh trên nhiều địa điểm. Một số người khác cho rằng việc rời khỏi Trung Quốc thậm chí là không thực tế. Chiến lược Trung Quốc + 1 vẫn mang lại những lợi ích cho Trung Quốc khi nước này có thể duy trì sản xuất cấp thấp trong khi vẫn phát triển các ngành có trị cao hơn. Chiến lược Trung Quốc + 1 không làm giảm số lượng các nhà máy sản xuất, cũng như không giảm số lượng việc cần làm trong sản xuất. Tuy nhiên, nó làm giảm tốc độ tăng trưởng, tạo cơ hội cho các nền kinh tế khác phát triển.

## Thực tiễn

### Ấn Độ
Sau đại dịch COVID-19, nhiều công ty Ấn Độ đã áp dụng chiến lược tìm kiếm các chuỗi cung ứng thay thế. Một số công ty công nghệ như công ty công nghệ Dixon Technologies của Ấn Độ cũng đã hưởng lợi khi hợp tác với BBK Electronics, nhà sản xuất điện thoại thông minh lớn nhất Trung Quốc để sản xuất hàng loạt các dòng điện thoại như Oppo, Vivo và Realme tại thị trường này. Trước đó, một số công ty của Ấn Độ cũng đã bắt đầu quay ngược trở về thị trường trong nước để giảm sự phụ thuộc và Trung Quốc.

### Việt Nam
Trong làn sóng này, một số công ty công nghệ đến từ Hàn Quốc như Tập đoàn LG và Samsung cũng đã bắt đầu dịch chuyển sang Việt Nam.